# Leucoloma serrulatum
Leucoloma serrulatum är en bladmossart som beskrevs av Bridel 1827. Leucoloma serrulatum ingår i släktet Leucoloma och familjen Dicranaceae. Inga underarter finns listade i Catalogue of Life.